# 亀田史郎
亀田 史郎（かめだ しろう、1965年〈昭和40年〉5月22日 - ）は、日本のボクシングトレーナー、YouTuber。血液型はB型。身長170cm。
息子は亀田興毅（長男）・亀田大毅（次男）・亀田和毅（三男）、娘は亀田姫月、甥は亀田京之介。

## 略歴
兵庫県姫路市飾磨区妻鹿生まれ、大阪府大阪市西成区天下茶屋育ち。現在は大阪府大阪市西成区在住。小学校時代のクラスメイトに柏原芳恵がいる。
プロボクサーを目指し、新日本大阪ジムに通い、中学卒業後に正式に入門。だが、同時に就いた解体業の孫請けとの両立が不可能として、一度もプロテストを受けることなく断念する。
20歳の時、1歳年上の女性と結婚（教育方針をめぐり2003年に離婚）。子供達に自分の果たせなかった夢を託し、幼い頃からボクシング、空手などの格闘技の道を歩ませた。一部のマスコミ（特にTBS、デイリースポーツ）が父親と三兄弟に注目し、報道を行ったことから一般的に知られるようになる。
トレーナーとして亀田三兄弟を指導してきたが、2007年10月11日、次男の大毅が初めての日本人相手となる内藤大助戦で反則行為を繰り返し、亀田家ではプロ転向後初めて黒星を喫した。一連の反則行為でセコンドにいた史郎と長男・興毅が反則を指示していたとして日本中から批判を受けることになり、セコンドライセンスの無期限停止を受ける。
2009年10月19日、日本ボクシングコミッション（以下JBC）にライセンス再交付を求める嘆願書を提出した。
2010年3月には東日本ボクシング協会が処分解除を求める署名をJBCに提出したが差し戻され、4月13日にポンサクレック戦後の発言（後述）をめぐってJBCより資格取り消し処分を受けた。
2013年8月1日、フィリピンで行われた三男・和毅の試合にセコンドとして帯同。史郎は2007年にJBCからセコンドライセンスの無期限停止を受けているが、フィリピンはJBCの管轄外であるため史郎のセコンド復帰は叶った。12月の負けても王座保持問題に絡み、JBCは亀田ジムの吉井慎次会長と嶋聡マネジャーのライセンス更新を認めないことを2014年4月に発表し、亀田ジムの国内活動が事実上停止された。その際に「ライセンスを有しない人物が実質的なクラブオーナーであり、プロモーターであることを物語っている」と指摘した上で、亀田三兄弟の国内活動再開には「ライセンスを有していない人物の影響力を完全に排除するなどしないとライセンスは与えることはできない」としている。
2017年12月31日放送の日本テレビの年越し番組『絶対に笑ってはいけないアメリカンポリス24時!』に出演。番組内のコーナー・出演OKダービーのVTRでレイザーラモンHGのマネで出演オファーを受けると当初は「自分のイメージが崩れる」と否定したが最終的には快諾し、ダウンタウン、ココリコ、月亭方正の前でHGの姿を披露した。この出演に関しては翌年2018年7月12日放送の『ダウンタウンDX』にゲストで出演した際に「正直断った。でも、（息子の）興毅が出ろと。『俺も世界戦をした。これが親父の世界マッチや』って…」と説得されて出演を決めたことを明かした。
2018年1月31日より、娘の姫月とYouTuberとして活動を開始。
2023年7月、トレーナーライセンスの交付を受ける。エディオンアリーナ大阪で開催の「3150FIGHT」で国内では約16年ぶりとなる現場復帰。現在は大毅が会長を務めるKWORLD3ジムのトレーナー。

## 人物
- 亀田三兄弟の父として広く知られているが、史郎自身も三兄弟の三男であり「元祖亀田三兄弟」と呼ばれている（次兄の長男が京之介）。
- 煙草が嫌い。
- 自身の離婚、息子のボクシングのスランプといったことが重なった時期、過酷な練習に「ボクシングをやめたい」という息子には「お前がボクシングをやめたら、亀田家は食べて行けん!」と当時自分が働いていた解体現場で兄弟に銅線を拾わせて生活費にしていた（自伝より）。
- 教育については独自の考えがあるが、三男の和毅を中学生時代には登校させていなかった。義務教育が終わっている興毅や大毅の合宿に平日で通常であれば学校に行っているはずの当時中学生の和毅までも合宿に参加している様子が報じられている[注 2]。
  - 合宿には報道関係者が取材で同行するが、カメラマンが気遣って和毅のみを構図から外そうとしても史郎は三兄弟を並ばせることが多かった。練習内容を報道しても和毅が学校に行かずに合宿に同行している件には全く触れず、和毅の不登校を取り上げるのは一部週刊誌のみだった。
- 史郎の指導法を支持する渡部信宣が、リングネームを「牛若丸あきべぇ」に変えて、一時期弟子入りしていた。
- 2006年8月7日放送のテレビ番組で長男の興毅に宛てた直筆の手紙が紹介されたが、その内容がテレビアニメ『侍ジャイアンツ』最終回のセリフと酷似していたことが後に話題となる。『侍〜』の著作権者であるトムス・エンタテインメントは「私的引用の範疇に当たると考えており、問題視しません」とコメントした[11]。
- オフィシャルブログ『亀田三兄弟の親父』では、「俺はそう考えてる」という言葉が頻繁に使われており、記事を締めくくる恒例の決めゼリフとなっている。2012年1月からは「俺はそう考える」に変わった。
- 2014年6月、大阪市西成区岸里にアマチュアボクシングジム「K-WORLD3」を開設。
- 料理が得意であり、自身のYouTubeチャンネルにおいて、レシピ動画が人気を集め再生回数・登録者数を伸ばしている。2020年8月15日にフジテレビで放送された『アイデアシェフ』では、フレンチシェフの加山賢太や大食いタレントのギャル曽根を抑えて優勝した[12]。
- インターネットスラングの「3150」の考案者とされている[13][14]。

## 指導方法
「三兄弟全員を世界チャンピオンにさせたる!」と公言してはばからず、以下のようなボクシング指導を行っている。その、特徴的なトレーニング方法のため、ときおり海や山で合宿を行うことがあった。
- 「世界のジャブ」 - 一対一で行う。史郎がモリやホウキの先端にグローブをつけたもので高速のジャブを繰り出し、息子たちがそれを避けるというもの。何度もモリが刺さり、流血した。
- 「砂袋アッパー」 - 両腕に砂袋を装着、その状態でアッパーの練習をするというもの。
- 「畳ミット」 - サンドバッグよりも拳を鍛えられる畳を殴った方がパンチが強くなるとの理論。
- 「丸太スクワット」 - 数十キログラムの丸太を肩に担ぎスクワットを行う。バランス感覚も身に付くとされている。
- 「しごき棒」
- 「ピンポン玉よけ」 - 数メートル離れた場所から史郎がピンポン玉を投げ、それを興毅らが避ける。動体視力の特訓になるという。
- 「ホームランフック」

## 申告漏れ
2009年10月、当時代表取締役を務めていたマネジメント会社「亀田プロモーション」が税務調査を受け、2年間に約1000万円の申告漏れを指摘され、修正申告した後追納した。

## 批判・騒動

### マッチメイクに関する批判
亀田三兄弟のマッチメイクには、父・史郎の意向が大きく関わっていた。
過去にWBCフライ級王者ポンサクレック・ウォンジョンカム（当時）から対戦を申し込まれたときに威嚇するだけして結局、対戦をしなかったことや、日本王者の内藤大助（当時）に対し「6回戦レベル」と発言し、その後、内藤から対戦要求を受けたがこれを回避していることから、「強敵との対戦を避けている」との批判があった。これに対し史郎は「それほど実績を残していないボクサー達の発言には反応しない」「プロモーターのマッチメイクの都合で仕方ない」と発言していたが、世界王者や日本王者などからの対戦要求も回避してきたことからこの発言は矛盾している。
実際、三兄弟がプロになってから内藤大助と対戦するまでは日本人選手との対戦がなく実績不明の外国人が多く、王者経験者でも峠を越えて落ち目を迎えた人物が多かった。次男の大毅が内藤との試合で度重なる反則を繰り返し亀田家にとってプロ初黒星を喫すると亀田一家と試合を放送したTBSに対して批判や抗議が殺到した。

### 亀田興毅世界王者決定後の論争
興毅が2006年8月2日、WBAライトフライ級世界タイトル戦に判定勝利した後、疑惑の判定との声が多く寄せられたため、その位置づけをめぐり論争となったが、父でありトレーナーでもある史郎自身もテレビ出演するなどして当事者として論争に参加した。
2006年8月7日のテレビ朝日『スーパーモーニング』に生出演した際、やくみつるが史郎に仕付け糸を渡し「これで亀（ここでは息子の興毅とされている）を縛っとき」との発言を行った。仕付け糸の「仕付け」と「躾け」をかけたと思われるが、それを聞いた史郎は「ここは話し合いの場、ここですることではない。興毅は戦いの場でやっている」と反論した。また、興毅が世界戦の前に「ベルトはおやじに渡したい」と発言していたことを受けて、WBAは、亀田史郎に対する特製チャンピオンベルトを事前に用意。「勝利」確定後、史郎に授与した。この主催者の行為には批判や疑問の声が上がった。

### 観客への暴行未遂騒動
2006年9月27日に行われた大毅のプロ第6戦において、判定について、観客から批判の言葉があったことに対して、周囲の一部の亀田ファンが猛反発、口論となった。たちまちその周囲で小競り合いになったが、その場に史郎本人が介入しようとし、叫びながらリングを飛び降りて、発言を行った観客を直接殴りつけようとした。周囲の関係者が必死に押さえつけたため、暴行は未遂で終わったが、この行為に対し、会場となった後楽園ホールの所轄である警視庁富坂警察署が関係者に事情聴取を行うという事態に発展した。史郎は「観客同士でケンカが起きたので仲裁に入っただけ」と主張したが、目撃者からは、「観客に罵声を浴びせていた」「止めに入る動きではなかった」という複数の発言やその様子が新聞などにも掲載されたため、その発言を疑問視する声が多くあがった。
この騒動に対しては、日本ボクシングコミッション（JBC）が10月13日、「乱闘の当事者とみなすことはできないが、加担したと誤解される行為があったのは事実。セコンドライセンスを持つ人間として適切な行動をとってもらいたい」という理由で、厳重注意処分を行った。

### レフェリーに対する暴言騒動
2007年3月24日、亀田興毅対エベラルド・モラレス戦においてレフェリーを務めた浦谷信彰に対して暴言を吐いた。試合役員会で問題視され、「恫喝や脅迫とも受け取れる。史郎氏の謝罪がなければ、史郎氏がかかわる試合への役員派遣を拒否する」など、ライセンス停止を含む厳正な処分を求める要望書をJBCに提出した。
この問題は、5R終了間際に興毅が奪ったダウンで浦谷が試合を止めなかったことや、興毅がバッティングを注意されたことに史郎が抗議したことによる。史郎は「何で5Rのダウンで止めんねや。（バッティングを注意され）亀田だけのルールを作んな!」と反則行為にもかかわらず強い口調でレフェリーに詰めより、関係者に制止されると「今度はきちんとボクシングが分かる人間にやってもらわな」などの暴言を吐いたとされる。
協栄ジム金平桂一郎会長は「本人のサインを添えた謝罪文をJBCに提出する」と表明、同年4月16日に史郎は謝罪文をJBC役員会に提出。JBCは史郎と金平会長に対し「言動注意」を文書で通達。さらに「今度問題を起こした場合、今後史郎氏が関わる試合全てに役員を一切派遣しない」ことを通告した。ただし史郎本人への処分はなく、口頭での厳重注意のみに留まった。このことから「JBCの対応は甘すぎる」との批判があった。

### 内藤大助対亀田大毅戦にて
2007年10月11日に行われた内藤大助対亀田大毅のWBC世界フライ級タイトル戦では、リング上で相手に罵声を浴びせて威嚇するなどの場面があったほか、試合後半から終盤にかけて、大毅に対して、故意のバッティングやサミングなどの反則行為を行えと不適切な指示を出した。兄の興毅も反則行為を促す不適切な指示をした。
それを確認した視聴者などからTBSに、12日午前9時までの約半日の間に電話857件、電子メール628通もの抗議が届いた。JBCにも非常に多数の抗議・問い合わせが集中し、12日、倫理委員会を15日に開き史郎を含めた亀田一家を処分を検討することを決めた。
12Rの「レスリング行為」による減点3は日本のボクシングタイトルマッチでは前例のない出来事であり、一連反則行為について15日の倫理委員会でJBCは、史郎トレーナーのセコンドライセンスの無期限停止を決定した。その他、所属する協栄ジムの金平会長に3か月のクラブオーナーライセンスの停止、セコンドについた興毅に厳重戒告、次男・大毅に1年のライセンス停止の処分を決定した。
17日、これに対する謝罪会見を開き、反側指示をしたことを問われた際に「反則行為を指示していません」と言うと記者から具体的に何を言ったのかと聞かれると「とりあえず最後はポイントも取られているから悔いのないように戦えと。後はどう捉えようがそっち側（マスコミたち）は自由やけど俺らは言うてません」と反省の言葉を述べる一方で「どう捉えようがそっち側は自由やけど」の発言が示すように開き直りともとれる発言をしたことが反省の態度が見えないなどと世間から更なるバッシングを受けることになり、24日金平会長から再度謝罪会見を行うよう指示され、25日に一家で会談が行われ、翌日26日の会見に姿を現さなければ協栄ジムを解雇するという旨を伝えられる。
26日金平会長の指示通り2度目の謝罪会見を開くことになったが、史郎は出席せず長男の興毅が代わりに謝罪した。史郎自身は所属ジムである協栄ジムを辞職しボクシング界での一切の活動を行わないことを宣言した。だが2度目の謝罪会見で興毅が謝罪したのに父である史郎自身が出席しなかったことでさらなる批判に晒されることになった。史郎は2度目の会見を開くよう金平から言われると「わしはああいう場所は苦手やな」と話し、会見へ出席すると言った興毅に「亀田家を代表して長男のお前が行ってこいや。わしはああいう場所は苦手や」と発言し、2度目は出席しない意向を示した。ジャーナリストの櫻井よしこは「父として人間として卑怯者だと思う。卑怯者というのは卑怯者以外何者でもない。本当に唾棄すべき存在だと思う」と厳しい論調で切り捨て、会見を伝えたJ-CASTニュースの記事のコメントには「よく子亀一人で会見させたよな。責任感がない」と史郎の対応への批判コメントまで出された。その一方で興毅に対しては小倉智昭は「興毅は立派だったですよ。筋を通しているし、このくらいでどうですか」と会見での興毅の姿勢を評価するコメントを出し、スポーツジャーナリストの片岡亮は「リニューアルされた」「不良少年じゃないですけど、立ち直って更生するというのは日本人が大好き」「逆にすごい人気ある選手になる可能性もある」と風向きの変化について解説するなど同情する声が多かった。

### 協栄ジム契約解除問題
2008年5月19日にテレビ朝日の情報番組・『スーパーモーニング』にインタビュー出演し、協栄ジムとの間にファイトマネーの未払いのトラブルがあったと明かした。アナウンサーの小木逸平がジムに行きそこでのインタビューを録画する形となったが、「契約解除したのは何か理由があるからやんか！ 何も理由がなかったら契約解除もジムやめたりも何もせえへんか。理由があるからやんか。な？ その理由はいま説明する訳でもないやんか。真実はひとつやから」などと具体的なことには触れず、真実は何かを聞かれても「言うたところでは始まらへんやんか。自分なにかしてくれるか？解決してくれるか？できへんやろ？そんな、そんな言うたらあかんということ」と小木を威嚇するような口調で答えていた。亀田サイドに問題がなかったのかを問われると「あんな犯罪者扱いの放送されて。何したん俺ら、あそこまでいわれるぐらい。教えて？ 本人目の前にして教えてよ？テレビばっかりでバーンと言わんと。ね。俺の前で教えてよ？ 何したか言うてよ。そこまで言われるぐらいしたのか教えて？」とキレ気味に否定し、亀田兄弟が東日本ボクシング協会から「亀田兄弟の身分を預からない」という決定が出た場合、「俺は言いに行くよ」「預かってくれない理由を聞きたい」と述べており、契約解除はあくまでも史郎の「ワガママ」ではなく協栄ジム側の問題だと主張し、東日本ボクシング協会が協栄ジムとの契約について調査するよう要請した。

### 日本ボクシング界追放
2010年3月27日に行われたポンサクレック・ウォンジョンカムとの興毅の初防衛戦で、判定負けで興毅は王座から陥落するが、この判定に不服を覚えた史郎はJBC関係者を控え室に呼び出し判定について恫喝をした。この行動に対しJBCは4月13日、処分としては最も重い「資格取り消し」を下し、史郎はボクシング界を追われる形となったことで一時は永久追放とも報じられた。その後、2023年7月にトレーナーライセンスが交付され、その後現場復帰を果たした。

## 出演

### 映画
- ヒットマン 明日への銃声（2014年1月4日、オールインエンタテインメント） - 企画協力
- 京都カマロ探偵（2022年6月17日、マグネタイズ）

## 著書
- 『闘育論―亀田流三兄弟の育て方』創美社、2006年。ISBN 4-420-31014-6。